# Danh sách trường đại học ở Việt Nam có đào tạo ngành Kỹ thuật điều khiển và tự động hóa
Kỹ thuật điều khiển và tự động hóa là ngành thuộc nhóm ngành điện – điện tử, chuyên nghiên cứu các thuật toán để điều khiển, sử dụng các thiết bị chấp hành nhằm mục đích tự động các quá trình công nghệ sản xuất, nơi các thao tác của con người được thay thế hoàn toàn bằng các hoạt động máy móc, robot và các thiết bị tự động khá làm tăng năng xuất lao động. Đây là ngành học đòi hỏi người học phải năng động, đam mê, sáng tạo, kiên trì, ham học hỏi, có kỹ năng nghề nghiệp cao...

## Kỹ thuật điều khiển và tự động hóa
Đào tạo Kỹ sư điều khiển và tự động hóa hệ 5 năm. Chương trình này hướng tới đào tạo ra các kỹ sư R&D có tư duy sáng tạo, các nhà thiết kế, các nhà nghiên cứu, phát triển sản phẩm mới.
1. Trường Đại học Bách khoa Hà Nội: Điều khiển tự động; Tự động hóa xí nghiệp công nghiệp; Kỹ thuật đo và tin học công nghiệp
2. Học viện Kỹ thuật Quân sự: Điều khiển công nghiệp; Điều khiển thiết bị bay; Tự động hóa kỹ thuật quân sự.
3. Trường Đại học Thủy lợi: Điều khiển, tự động hóa, kĩ thuật điện - điện tử.
4. Trường Đại học Bách khoa, Đại học Đà Nẵng: Điều khiển tự động; Tự động hóa xí nghiệp công nghiệp
5. Trường Đại học Bách khoa, Đại học Quốc gia Thành phố Hồ Chí Minh: Điều khiển tự động; Tự động hóa xí nghiệp công nghiệp
6. Trường Đại học Kỹ thuật Công nghiệp, Đại học Thái Nguyên: Điều khiển tự động; Tự động hóa xí nghiệp công nghiệp
7. Trường Đại học Hàng hải Việt nam: Điện tự động công nghiệp; Điện tự động tàu thủy; Tự động hóa hệ thống điện
8. Trường Đại học Giao thông vận tải: Tự động hóa; Kỹ thuật điều khiển và tự động hóa giao thông
9. Trường Đại học Công Nghệ , Đại Học Quốc Gia Hà Nội : Tự động hoá công nghiệp , kỹ thuật đo lường và kỹ thuật công nghiệp .

## Công nghệ Kỹ thuật điều khiển và tự động hóa
Đào tạo Cử nhân Công nghệ Kỹ thuật điều khiển và tự động hóa hoặc Kỹ sư thực hành hệ 4 năm. Chương trình này đào tạo ra các cử nhân/kỹ sư điều hành, chỉ đạo sản xuất; triển khai chế tạo, lắp ráp, vận hành, bảo dưỡng, tư vấn về các hệ thống, thiết bị kỹ thuật trong sản xuất và đời sống
1. Trường Đại học Điện lực:
2. Trường Đại học Kinh tế Kỹ thuật Công nghiệp:
3. Trường Đại học Công nghiệp Hà Nội:
4. Trường Đại học Công nghiệp Quảng Ninh:
5. Trường Đại học Công nghiệp Việt Hung:
6. Trường Đại học Công nghiệp Việt Trì:
7. Trường Đại học Sao Đỏ
8. Trường Đại học Sư phạm Kỹ thuật Hưng Yên
9. Trường Đại học Sư phạm Kỹ thuật Nam Định
10. Trường Đại học Vinh
11. Trường Đại học Sư phạm Kỹ thuật Vinh
12. Trường Đại học Công nghiệp Vinh
13. Trường Đại học Nha Trang
14. Trường Đại học Công nghiệp Thành phố Hồ Chí Minh
15. Trường Đại học Công nghiệp Thực phẩm Thành phố Hồ Chí Minh
16. Trường Đại học Giao thông vận tải Thành phố Hồ Chí Minh
17. Trường Đại học Sư phạm Kỹ thuật Thành phố Hồ Chí Minh
18. Trường Đại học Kỹ thuật - Công nghệ Thành phố Hồ Chí Minh
19. Trường Đại học Công nghệ Sài Gòn
20. Trường Đại học Kinh tế Công nghiệp Long An
21. Trường Đại học Kinh tế Kỹ thuật Bình Dương
22. Trường Đại học Lạc Hồng
23. Trường Đại học Kỹ thuật Công nghệ Cần Thơ
24. Trường đại học quốc tế miền đông
25. Trường Đại học Tôn Đức Thắng